# Seseli tortuosum
El enjalme (Seseli tortuosum) es una especie botánica de la familia de las umbelíferas.

## Descripción
Planta perenne, ramificada, abierta y compacta, rígida y enmarañada, sus numerosos tallos cambian continuamente de dirección y se entrecruzan, sin vello y de color verde azulado, hasta 60 cm de altura. En cada tallo florífero hay 10 o más umbelas con 10 o menos radios abiertos, portando otras umbelas más pequeñas, umbélulas, con muchas flores blancas, 5 estambres y dos estilos abiertos y persistentes, 5 pétalos blancos con escotadura, abiertos al principio y reflejados sobre los 2 estilopodios, dos esferitas pegadas en el centro de la flor. Las umbelas secundarias son redondeadas, planas al madurar. Radios secundarios con vello y rodeados en la base por una corona de varias hojitas, bracteillas, estrechas y puntiagudas, forman el involucelo. No hay brácteas en la base de los radios primarios, involucro. Fruto oblongo y con costillas, 5 para cada carpelo. Las hojas de los tallos estrechas, una o dos veces pinnadas, con 3 lóbulos estrechos, lineares, subdivididos en otros 2, ahorquillados. Son redondeadas con una canal en el interior. La parte baja del peciolo muy ancha y abraza casi por completo al tallo, esta vaina tiene el margen blanco y luego marrón claro. Hojas basales de hasta 22 cm de longitud, 3 veces pinnadas, con lóbulos mucho más cortos, 1-2 cm, vaina más larga pero más estrecha. Tallos rígidos, ryados, quebrados en los nudos, estriados y angulosos en la parte superior, de color verde azulado, más claro que el de las hojas. Raíz gruesa, carnosa, tuberosa, envuelta en la parte superior por un espeso tejido de fibras marrones, restos de hojas antiguas.

## Distribución y hábitat
En España en Castilla y León. Muy abundante en cunetas, arcenes, bordes de caminos y terrenos incultos, pedregosos y deteriorados.

## Taxonomía
Seseli tortuosum fue descrita por   Carlos Linneo y publicado en Species Plantarum 259. 1753.
Citología
Número de cromosomas de Seseli tortuosum (Fam. Umbelliferae) y táxones infraespecíficos: 2n=22
Sinonimia
- Athamanta ramosissima Hoffmanns. & Link
- Seseli littorale Willk.
- Seseli massiliense Bubani
- Seseli puberulum DC.
- Seseli tortuosum subsp. ramosissimum (Samp.) Alte
- Seseli tortuosum var. graecum DC.[4]
- Seseli arenarium Bieberd.
- Seseli campestre Besser
- Seseli pauciradiatum Schischk.
- Seseli peucedanifolium Besser
- Seseli rigidum Waldst. & Kit.
- Seseli tenderiense Kotov
- Seseli tortuosum var. paucirdiatum Tamamsch[5]

## Nombre común
- Castellano: comino de Candía, comino de Marsella, comino rústico, cominos de Candía, cominos de Gandía, cominos de Marsella, enxalmos, hierba del sacristán, hinojo salvaje segundo, siseleo, viznaguilla.[4]